# Луцій Аврелій Котта (військовий трибун 181 року до н.е.)
Лу́цій Авре́лій Ко́тта (лат. Lucius Aurelius Cotta; II століття до н. е.) — військовий діяч часів Римської республіки, військовий трибун 181 року до н. е.

## Біографічні відомості
Походить з роду нобілів Авреліїв. Про народження та молоді роки немає відомостей. Його обрали військовим трибуном у 181 році до н. е. Служив у III легіоні разом із Секстом Юлієм Цезарем під головуванням Луція Емілія Павла Македонського під час війни з інгаунітами в Лігурії. Про подальшу долю його немає відомостей.